# Miller–Ureyev poskus
Miller–Ureyev poskus ali Miller–Ureyev eksperiment je bil poskus, s pomočjo katerega so simulirali razmere, ki naj bi na vladale na zgodnji Zemlji, in ob tem testirali kemijski izvor življenja. Eksperiment se je v svoji osnovi opiral na hipotezo Alexandra Oparina in J. B. S. Haldana, ki sta predpostavila, da so bile na primitivni Zemlji v prednosti tiste kemijske reakcije, ki so omogočale sintezo kompleksnejših organskih molekul iz enostavnejših anorganskih predhodnikov (prekurzorjev). Poskus, ki velja za klasični eksperiment preiskovanja abiogenetskega nastanka življenja (abiogeneze), je leta 1952 izvedel Stanley Miller, čigar mentor je bil Harold Urey iz Univerze v Chicagu, skupaj sta ga objavila leto kasneje.
Po Millerjevi smrti leta 2007 so strokovnjaki ponovno preučili shranjene steklenice iz originalnega eksperimenta in ob tem pokazali, da je bilo v vsebini več kot 20 različnih aminokislin, kar je precej več, kot je Miller trdil v raziskovalnem članku, in hkrati več kot tipičnih 20 aminokislin, ki se naravno pojavljajo v genetskem kodu. Novejši podatki kažejo, da naj bi se prvotna Zemljina atmosfera razlikovala od tiste, ki jo je Miller uporabil v svojem poskusu, še vedno pa naj bi takšne razmere omogočale nastanek kompleksnih molekul iz enostavnejših.

## Opis poskusa
Pri eksperimentu so bili uporabljeni voda (H2O), metan (CH4), amonijak (NH3) in vodik (H2). Kemikalije so bile neprodušno zaprte v sterilni 5-litrski steklenici, ki je bila povezana s 500-mililitersko steklenico, do polovice napolnjeno z vodo. Vodo je nato Miller segreval, da bi vzpodbudil izhlapevanje (evaporacijo), vodni hlapi, ki so ob tem nastali, pa so imeli možnost prehajanja v večjo steklenico. Med elektrodama so se nenehno prožile električne iskre, ki so simulirale nevihtne bliske primitivne Zemljine atmosfere. Zatem je bila ta simulacija prvinske atmosfere vnovič ohlajena, pri čemer je prišlo do kondenzacije vode in njenega prehajanja v stekleno cev oblike črke U, ki se je nahajala na spodnjem delu celotne aparature.
Po enem dnevu se je raztopina obarvala rožnato, po enem tednu pa je spremenila svojo barvo v rdečo in postala na pogled motna. Steklenica, v kateri je bila prvotno voda, je bila nato odstranjena, dodan je bil živosrebrov klorid, da ni prišlo do kontaminacije z mikroorganizmi. Ob dodatku barijevega hidroksida in žveplove kisline se je kemijska reakcija prekinila. S pomočjo papirne kromatografije je Miller v raztopini prepoznal pet različnih aminokislin: prisotnost glicina, α-alanina in β-alanina je bila potrjena, v nastali snovi pa naj bi bili tudi asparaginska kislina in α-aminomaslena kislina, četudi njuna zastopanost zaradi komaj zaznavne reakcije na kromatografskem papirju ni bila tako gotova.
Spodaj je prikaz aminokislin, ki so nastale v originalni različici Miller–Ureyevega poskusa. Aminokisline so razvrščene glede na proteinogenost; proteinogene aminokisline so tiste, ki sodelujejo v biosintezi beljakovin.
| Aminokislina           | Miller–Urey (1952) | Proteinogena |    |    |
| ---------------------- | ------------------ | ------------ | -- | -- |
| Aminokislina           | Glicin             | Proteinogena | Da | Da |
| α-Alanin               | Da                 | Da           |    |    |
| β-Alanin               | Da                 | Ne           |    |    |
| Asparaginska kislina   | Da                 | Da           |    |    |
| α-Aminomaslena kislina | Da                 | Ne           |    |    |

## Kemizem poskusa
Enostopenjske kemijske reakcije med sestavinami prvotne raztopine lahko proizvedejo vodikov cianid (HCN), formaldehid (CH2O) in ostale intermediate, kot so acetilen, cianoacetilen in drugi.
CO2 → CO + [O] (atomarni kisik)
CH4 + 2[O] → CH2O + H2O
CO + NH3 → HCN + H2O
CH4 + NH3 → HCN + 3H2
Formaldehid, amonijak in vodikov cianid zatem medsebojno reagirajo (Streckerjeva sinteza), pri čemer nastajajo aminokisline in druge biomolekule.
CH2O + HCN + NH3 → NH2-CH2-CN + H2O
NH2-CH2-CN + 2H2O → NH3 + NH2-CH2-COOH (glicin)
Nadalje lahko reagirata voda in formaldehid (Butlerovova reakcija) in pri tem tvorita različne enostavne ogljikove hidrate (sladkorje), kot je denimo riboza.
Millerjev poskus je pokazal, da lahko enostavne organske molekule nastajajo iz plinastih snovi pod vplivom ustreznih pogojev in dovajanja energije.

## Podobni poskusi
Miller–Ureyev poskus je vzpodbudil izvajanje številnih podobnih eksperimentov. Leta 1961 je Joan Oro ugotovil, da lahko dušikova baza adenin nastane iz vodikovega cianida (HCN) in amonijaka, ki se nahajata v vodnem mediju. V svojem poskusu je proizvedel velike količine adenina, čigar molekule so nastale iz samo petih molekul HCN. Hkrati lahko na tak način (iz vodikovega cianida in amonijaka) nastajajo tudi številne aminokisline. Eksperimenti, ki so jih izvedli nekoliko kasneje, so pokazali, da tudi ostale dušikove baze, ki jih najdemo v RNK in DNK, nastajajo v tovrstnih simulacijah primitivne Zemljine atmosfere, ki je reducirajoča.
Nedavni poskusi, ki sta jih izvedla kemika Jeffrey Bada, eden izmed Millerjevih študentov, in Jim Cleaves na Univerzi Kalifornije, so bili podobni Miller–Ureyevem eksperimentu. Bistveno spoznanje njunega poskusa je bilo, da v simulaciji primitivne atmosfere ogljikov dioksid in dušik proizvedeta nitrite, ki povzročijo razpad prej nastalih aminokislin. Ko je Bada izvirnemu poskusu dodal železo in karbonatne minerale, je nastajalo veliko več aminokislin. To spoznanje kaže, da je bilo na primitivni Zemlji železo prisotno v velikih količinah in je omogočalo nastanek aminokislin, kljub ozračju, ki je vsebovalo ogljikov dioksid in dušik.

## Ozračje zgodnje Zemlje
Nekateri dokazi kažejo, da naj bi imela primitivna Zemljina atmosfera manj reducirajočih molekul, kot so mislili v času Miller–Ureyevega eksperimenta. Obstajajo podatki, ki nakazujejo na večje vulkanske izbruhe pred približno 4 milijardami let, posledično pa naj bi se v ozračje izločali ogljikov dioksid, dušik, vodikov sulfid (H2S) in žveplov dioksid (SO2). V poskusih, kjer so omenjene pline dodali originalnemu Miller–Ureyevemu poskusu, je nastalo več bolj raznolikih molekul. Pri tem so se pojavljali tako L kot tudi D enantiomeri, četudi v naravi običajno prevladujejo L enantiomeri aminokislin. Poznejše izvedbe enakih eksperimentov so pokazale, da v nekaterih primerih pride do manj uravnoteženega nastajanja enantiomerov.
Prvotno je prevladovalo mišljenje, da sta se v primitivni atmosferi nahajala predvsem amonijak in metan. Danes strokovnjaki predvidevajo, da se je večina atmosferskega ogljika nahajala v obliki ogljikovega dioksida in manjši količini ogljikovega monoksida (CO), svoj delež pa je predstavljal tudi N2. V preizkusih so plinske zmesi, ki so vsebovale CO, CO2 in N2 proizvedle približno enako količino produktov, kot tiste, kjer sta bila glavni sestavini metan in amonijak. V obeh primerih ni bil prisoten dvoatomarni kisik, medtem ko so vodikovi atomi izvirali predvsem iz vodnih hlapov. Ni povsem jasno, kolikšne količine vodika so bile prisotne v zgodnjem ozračju, saj nekateri menijo, da je za nastanek aromatskih aminokislin potrebna z vodikom revna plinska mešanica, medtem ko drugi raziskovalci pravijo, da naj bi vodik zgodnje Zemlje predstavljal vse do 40 odstotkov ozračja.